# Nuneaton Borough Football Club
Maillots
Nuneaton Borough Football Club est un club de football anglais, fondé en 1889 et basé à Nuneaton. Le club évolue depuis 2015 en National League North (sixième division anglaise). Il a accueilli le fameux George Best.

## Repères
- 1889 : fondation
- 1958 : accession en Southern League (D7)
- 1979 : accession en Conference South (D6)
- 2019 : relégation de la National League North

## Palmarès
- Southern Football League : 1999
- Southern League Cup  : 1996